# Zelena zemlja
Zelena zemlja je pigment koji nastaje u prirodi raspadanjem augita, i ima je u velikim količinama oko talijanskog grada Verone, po kome se često naziva veronska zemlja. Svojstven je po hladnom, plavičasto zelenom tonu. Posjeduje svestranu otpornost. Kao uljana boja priprema se s većom količinom veziva, sporije suši, slabe je pokrivne moći a osušeni premaz je mek i elastičan. Koristi se u svim slikarskim tehnikama. Radi intenziviranja obojenosti, zelenoj zemlji se dodaju kromov oksid ili kromov hidroksid.
Zelena zemlja, poznata i kao terra verde ili veronska zelena, je anorganski pigment dobiven iz minerala seladonita i glaukonita. Njegova kemijska formula je K[(Al, FeIII), (FeII, Mg](AlSi3,Si4)010(OH)2.
Zelena zemlja koju su prvi koristili stari Rimljani otkrivena je na zidnim slikama Pompeja i Dura-Europosa. Renesansni slikar i pisac Cennino Cennini tvrdio je da se "drevni nikada nisu pozlatili, osim ovim zelenim" koja se koristila kao podloga. U srednjem vijeku, jedna od njegovih najpoznatijih primjena bila je premazivanje boje tonova tijela. 
Visokokvalitetna ležišta mogu se naći u Engleskoj, Francuskoj, Cipru, Njemačkoj i u Monte Baldu kod Verone u Italiji. Boja se kreće od neutralne žute zelene do svijetlo zelenkaste do tamno mat maslinasto zelene.

## Anorganski obojeni pigmenti
Do danas je poznato više stotina različitih anorganskih obojenih pigmenata koji se međusobno razlikuju prema boji i drugim svojstvima. Prema kemijskom sastavu, kako se obično pigmenti opisuju, razlikuju se četiri glavne grupe pigmenata: oksidni pigmenti, sulfidni i selenidni pigmenti, kromatni pigmenti i cijanidni pigmenti. S obzirom na boju anorganski se pigmenti, izuzevši bijele i crne, mogu ubrojiti u crvene, smeđe, narančaste, žute, zelene i plave pigmente. Boja i kemijski sastav nisu izravno povezani. Tako na primjer, crvenu boju daju, između ostalih, željezni oksid i kadmijev sulfoselenid, dok različiti oksidi, čak istog metala, željeza, mogu biti crveni, smeđi, narančasti, žuti ili crni, uključujući i prijelazne tonove među tim bojama.